# Vedere a Turnului lui Leandru din Constantinopol
Vedere a Turnului lui Leandru din Constantinopol (în rusă Вид Леандровой башни в Константинополе, transliterat: Vid Leandrovoi bașni v Konstantinopole) este o pictură în ulei realizată în anul 1848 de pictorul rus Ivan Aivazovski.

## Descriere
Pictura a fost realizată de Aivazovski după ce acesta a efectuat o călătorie la Istanbul. În ea este reprezentat Turnul lui Leandru, construit în secolul al XII-lea pe o stâncă mică aflată la intrarea sudică în strâmtoarea Bosfor. El a servit mult timp ca far și ca loc de acostare a navelor. 
Turnul se află în mijlocul strâmtorii, iar pe fundal pot fi văzute corăbii cu vele alb și siluetele clădirilor din Constantinopol. 